# 京阪7000系電車
京阪7000系電車（けいはん7000けいでんしゃ）は、1989年（平成元年）に登場した京阪電気鉄道（京阪）の通勤形電車。
1993年（平成5年）までに7000系として25両が製造されたほか、1989年（平成元年）に6000系VVVFインバータ制御試作車として製造された3両が1993年（平成5年）に本系列に編入され、2025年（令和7年）4月1日現在、7両編成×4本（28両）が在籍する。

## 概要

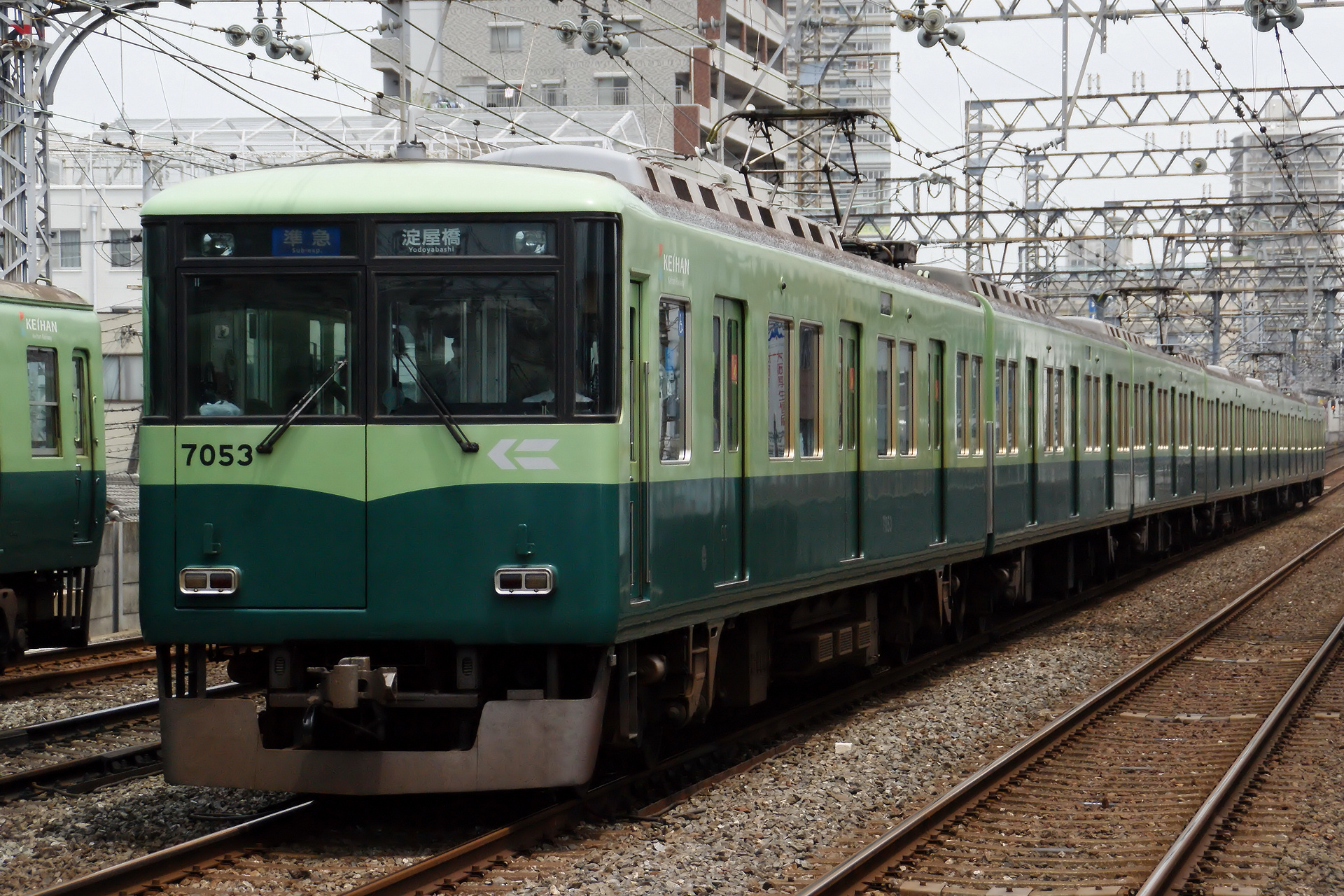
旧塗装の7003F
（2011年5月13日 土居駅）

1989年（平成元年）10月の鴨東線開業に伴う増備車として、同年に6両編成×2本（7001F・7002F）と4両編成×1本（7003F）が投入された。京阪で初めてVVVFインバータ制御を本採用した系列である。
7003Fは当初交野線・宇治線で運用されていたが、1991年（平成3年）に中間車を2両新造して6両編成化され、1992年（平成4年）には中間車がさらに3両新造されて、3編成とも7両編成化された。これにより、一般車（通勤車）による代用特急・臨時特急運用には6000系に代わり本系列が優先的に充当されるようになった。

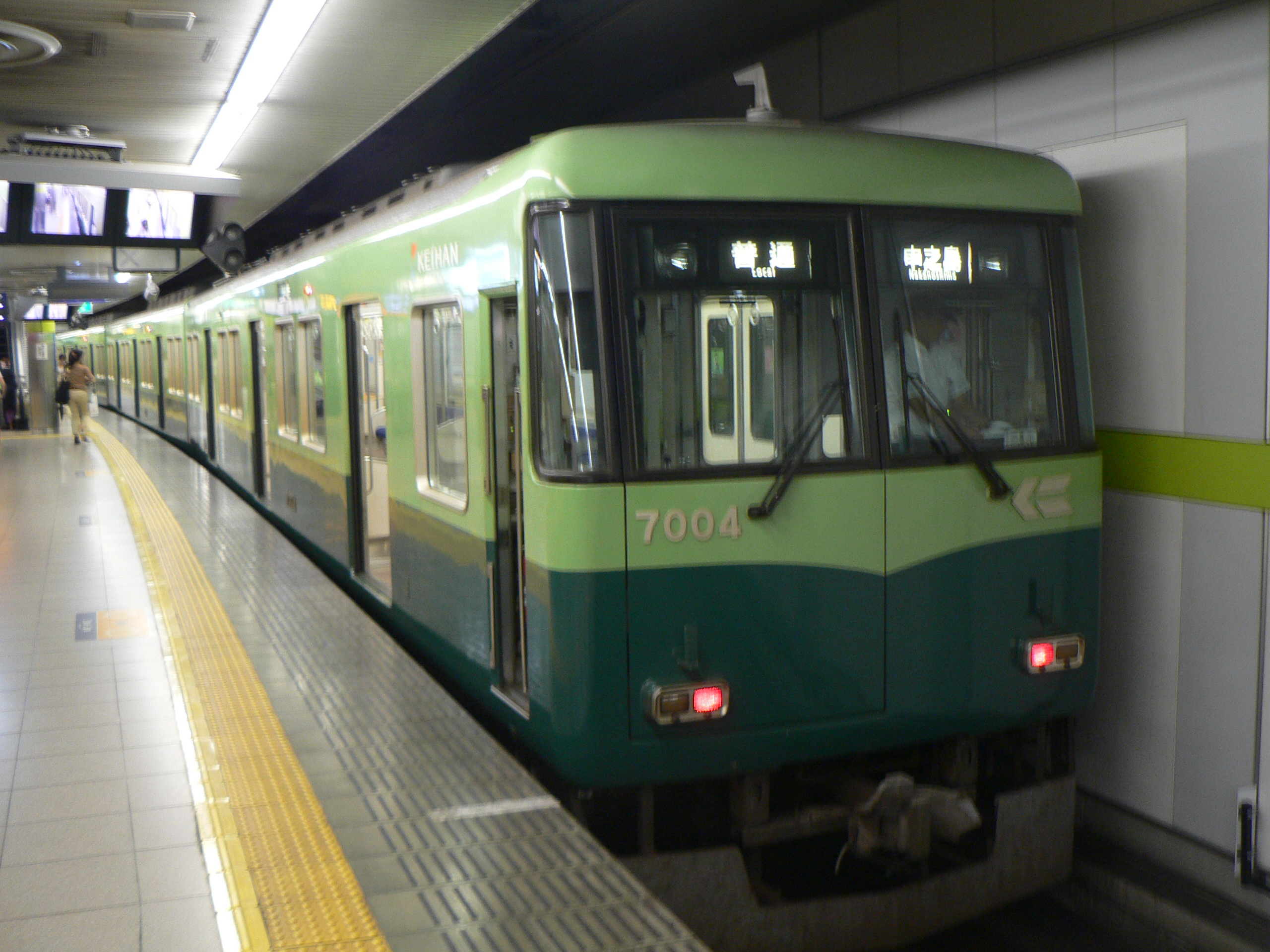
7004Fの京都方3両は6000系からの編入車
（2011年8月16日 出町柳駅）

1993年（平成5年）、VVVFインバータ制御試験車6000系6014F（6次車）の京都方3両を、系列内で制御方式を統一するため、改番のうえ本系列に編入し、新造の大阪側4両と組んで、7004Fが組成された。このため、7004Fの京都方3両は6000系（2 - 6次車）と同じ車体形状で、床下の機器配置も異なる。

## 車体・内装・機器

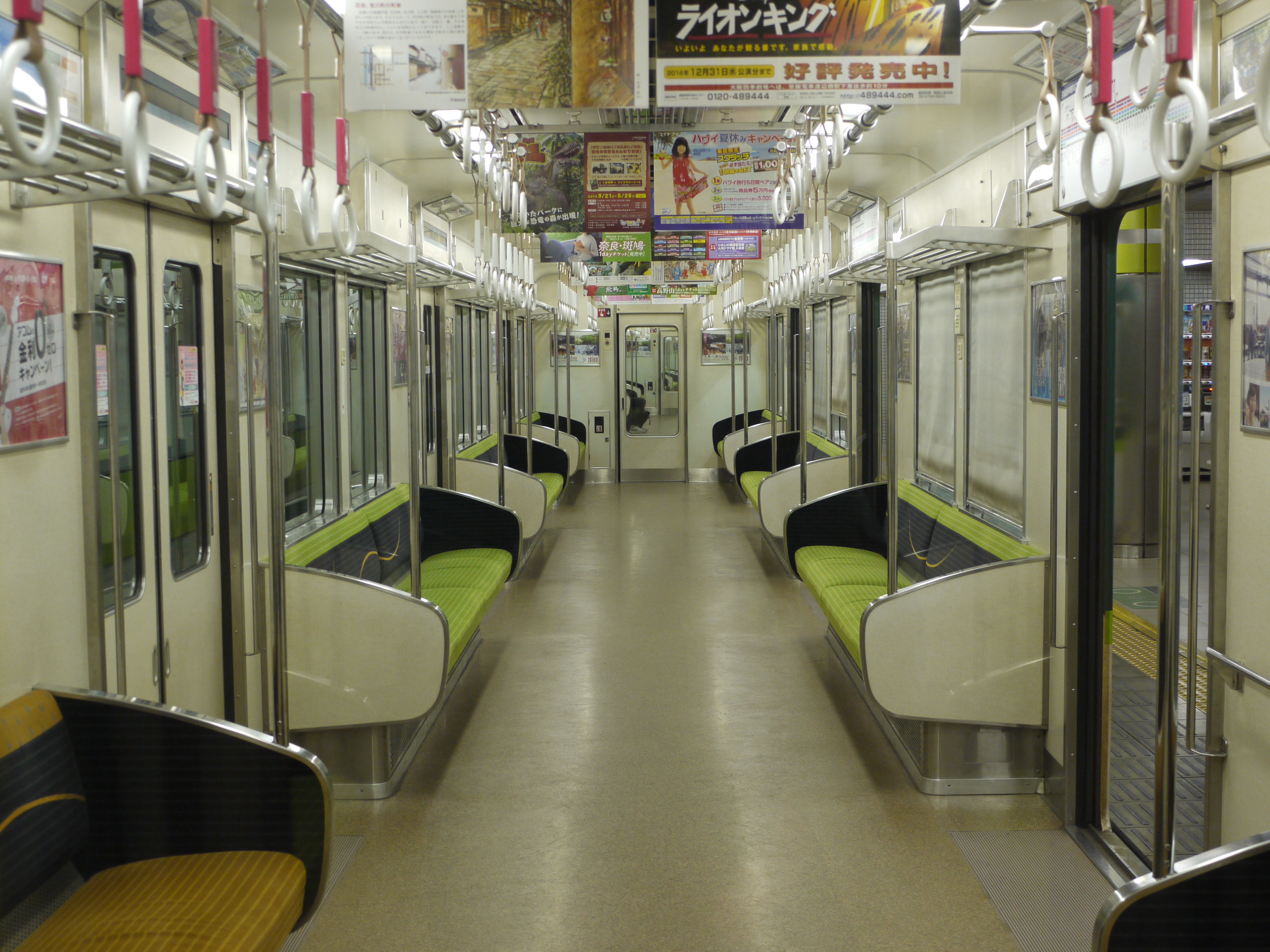
車内

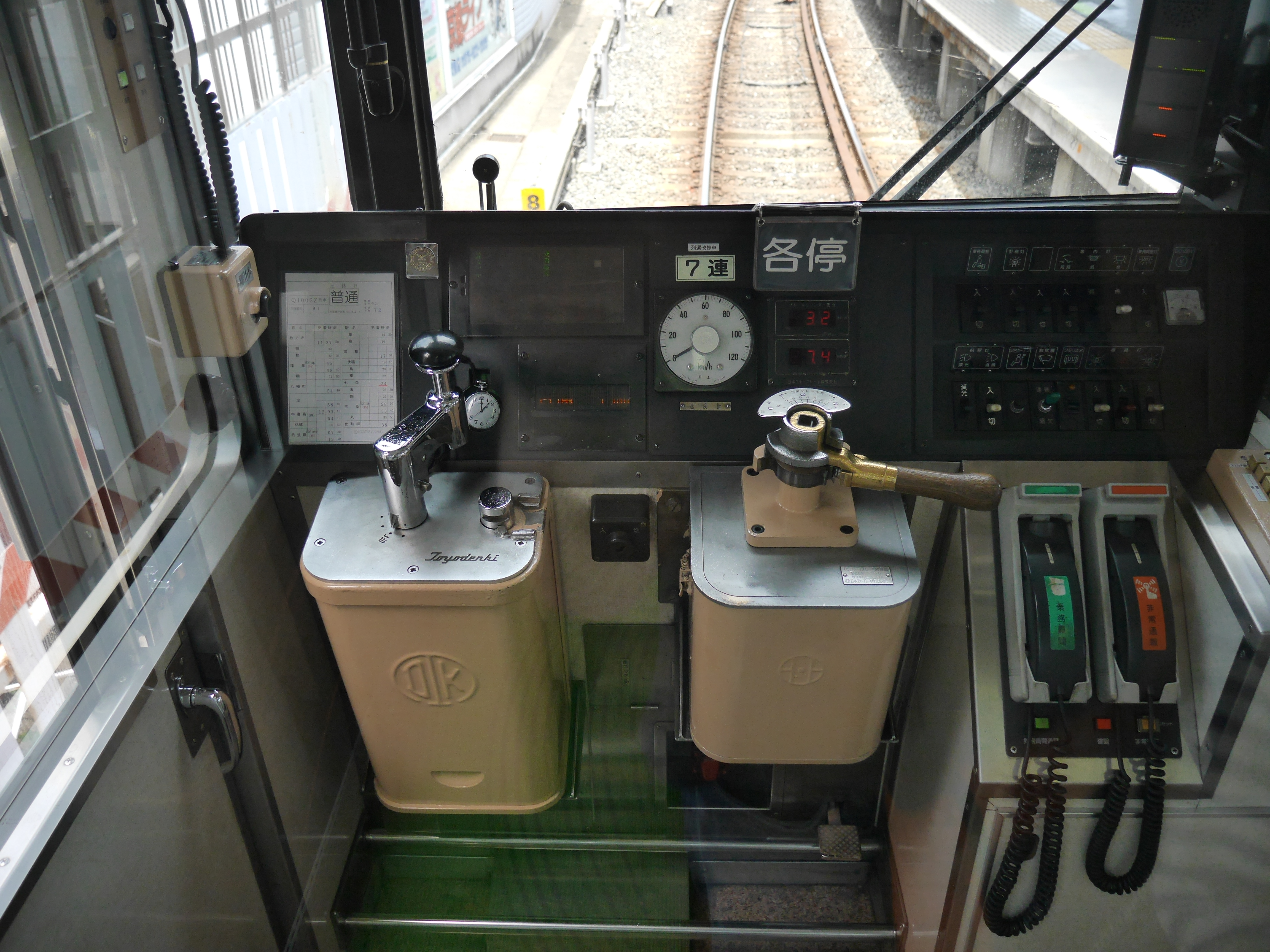
運転台

前面デザインは6000系を踏襲しつつ、乗務員室スペース拡大のため、先頭部を直立させている。また、側窓構造が変更され、6000系6次車以前に比べて窓枠の露出が少なくなっている（前述の7004F京都方3両を除く）。
内装では、座席袖仕切りにモケットが貼られ、乗降ドア上部のつり革の跳ね上げ機構を省略した（長さが短い）点が6000系からの主な変更点である。なお、6000系7次車以降の車体・内装は本系列と同一となっている。
制御装置は東洋電機製造製 ATR-H4200-RG622A で、GTOサイリスタ素子(4500 V/3000 A)によるVVVFインバータ制御を本格的に採用した。主電動機 TDK6151-A は200 kW（当時は新幹線以外では日本最大）の大出力の誘導電動機を装備している。最高速度は110 km/h（設計上は120 km/h）、起動加速度は6000系より少々上がって2.8 km/h/sである。
なお、本系列は京都方3両＋大阪方4両のユニット構成が基本であるが、7004Fのみ京都方が4両ユニットとなっている。

## 製造
| ← 出町柳・宇治・私市淀屋橋 → | ← 出町柳・宇治・私市淀屋橋 → | ← 出町柳・宇治・私市淀屋橋 → | ← 出町柳・宇治・私市淀屋橋 → | ← 出町柳・宇治・私市淀屋橋 → | ← 出町柳・宇治・私市淀屋橋 → | ← 出町柳・宇治・私市淀屋橋 → | ← 出町柳・宇治・私市淀屋橋 → | ← 出町柳・宇治・私市淀屋橋 → |
| ---------------------------- | ---------------------------- | ---------------------------- | ---------------------------- | ---------------------------- | ---------------------------- | ---------------------------- | ---------------------------- | ---------------------------- |
| 形式                         | ◇ 7000 （Mc1）               | 7500 （T1）                  | 7600 （T4）                  | ◇ 7150 （M1）                | 7650 （T3）                  | 7550 （T2）                  | ◇ 7050 （Mc2）               | 竣工                         |
| 車両番号                     | 7001                         | 7501                         |                              | 7151                         | 7651                         | 7551                         | 7051                         | 1989/09/04                   |
| 車両番号                     | 7002                         | 7502                         |                              | 7152                         | 7652                         | 7552                         | 7052                         | 1989/09/09                   |
| 車両番号                     | 7003                         | 7503                         |                              |                              |                              | 7553                         | 7053                         | 1989/09/13                   |
| 車両番号                     |                              |                              |                              | 7153                         | 7653                         |                              |                              | 1991/10/23                   |
| 車両番号                     |                              |                              | 7601                         |                              |                              |                              |                              | 1992/09/29                   |
| 車両番号                     |                              |                              | 7602                         |                              |                              |                              |                              | 1992/09/12                   |
| 車両番号                     |                              |                              | 7603                         |                              |                              |                              |                              | 1992/09/09                   |

| 形式     | 7600 （T4'） | 7550 （T2'） | 7650 （T1'） | ◇ 7050 （Mc2'） | 竣工       |
| 車両番号 | 7604         | 7554         | 7654         | 7054            | 1993/12/07 |

## 改造工事等

### バリアフリー対応工事
7002Fは2006年（平成18年）3月に、7001Fは同年10月に、7004Fは2007年（平成19年）11月に、7003Fは2008年（平成20年）2月にそれぞれバリアフリー対応工事が実施された。工事内容は、LED式車内案内表示器・誘導鈴・車椅子スペース新設などで、あわせて当時の10000系に準じた赤御影石調の床材と青色の座席モケットに更新された。

### 新塗装化
2008年（平成20年）より京阪線車両の新塗装への変更が開始され、2009年（平成21年）2月に7002Fが本系列初の新塗装車となった。2012年（平成24年）2月、本系列全編成の新塗装化が完了した。

### 前照灯LED化
2015年（平成27年）ごろに本系列全4編成の前照灯がLEDに換装された。その後、全編成が一旦シールドビームに戻されたのち、再びLED前照灯に換装されている。

### リニューアル工事

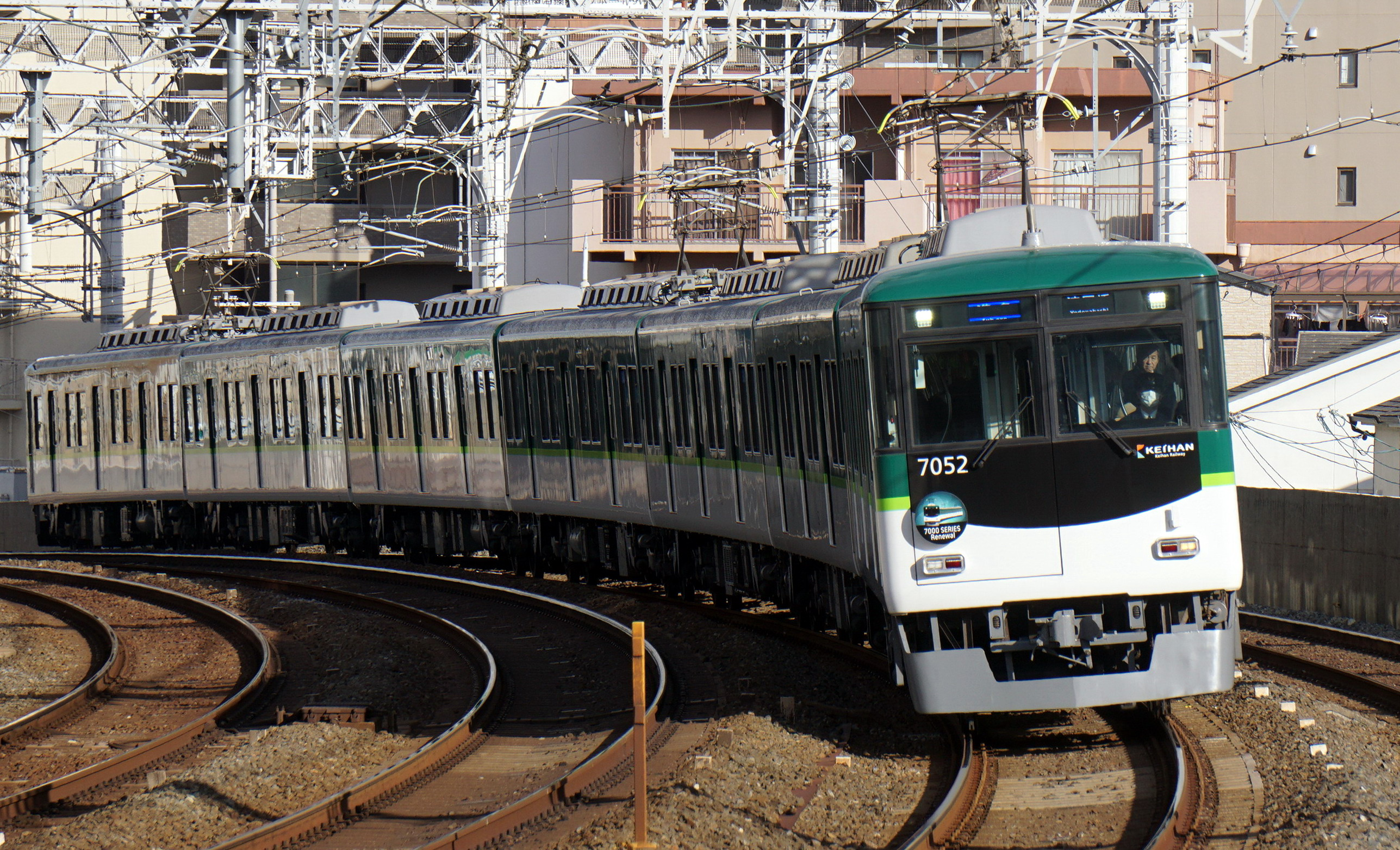
リニューアルされた7002F

2022年（令和4年）12月に寝屋川工場に入場した7002Fより、本系列のリニューアル工事が開始された。老朽化した制御装置などの機器更新を実施し、故障に対する予防保全、および機器の保守軽減が図られている。外観では、種別行先表示器がフルカラーLED化され、側窓枠を黒色に、側扉沓摺部をオレンジ色に変更している。これによりVVVFインバータ制御装置や補助電源装置のGTO→IGBT化が行われている。
内装は13000系に準じたデザインとなり、座席幅の拡大とバケットシート化、スタンションポール（握り棒）の設置、化粧板（天井部を除く）および床敷物の更新、広告用デジタルサイネージ（1両あたり3カ所）の設置、バリアフリー対応として扉開閉予告灯およびドアチャイムの設置、液晶型車内案内表示器（1両あたり3カ所）への更新と広告用デジタルサイネージ（1両あたり3カ所）の設置、車いすスペースの拡大が行われている。
また、省エネ化のため車内照明にLEDを採用、車内防犯カメラ（1両あたり3カ所）やホーム検知装置（先頭車床下）、戸挟み検知装置（1両あたり6カ所）の設置など車内外の安全性向上を図ったほか、車内非常用設備（非常通報装置・非常用ドアコック）の表示内容を、2022年（令和4年）6月に国土交通省が策定した「車内非常用設備等の表示に関するガイドライン」に適合させている。
7002Fは2024年（令和6年）1月21日より営業運転を開始した。また、7003Fも更新され、同年10月3日から運用を開始した。2025年（令和7年）度には本系列全編成のリニューアルを完了する予定となっている。

## 運用
7両編成化後は京阪本線・鴨東線・中之島線（淀屋橋・中之島駅 - 出町柳駅）にて普通や準急、さらには区間急行をメインに運用されている。前述のとおり、7003Fは製造当初4両編成で、交野線や宇治線で運用されていた。現在これら支線系統での定期運用はない。

## 特別塗色・ラッピングなど
本項では、本系列に施工された車体ラッピングについて記述する。
7001F
- KUZUHA MALL（2005年4月1日 - 2006年5月31日）
- e-kenet PiTaPa（2007年3月31日 - 2008年3月31日）
  - 大津線（京津線・石山坂本線）でのPiTaPa導入に関連したもの。
  - 京阪線ではe-kenet PiTaPa導入当初の2004年7月 - 2006年6月にもPiTaPaラッピング電車が運行されていた。当時は、1900系1919F・7200系7203F・10000系10001Fの3編成が使用された。
- きかんしゃトーマスとゆかいななかまたち（2009年7月18日 - ）

7002F
- きかんしゃトーマスとゆかいななかまたち（2007年7月21日 - 2008年1月27日）
- よしもとお化け屋敷・京橋花月（2008年7月15日 - 2008年8月28日）
  - 同月19日に天満橋から枚方公園まで招待制の臨時列車として運行され、先頭車前面に「臨」の種別標を掲出した。

7003F
- アバレンジャーワールド（2003年9月20日 - 12月6日）
  - ひらかたパークで開催されたことにちなむ。
- 源氏物語千年紀（2008年5月18日 - 2008年12月14日）

7004F
- 劇場版 どうぶつの森わくわくヴィレッジ（2006年11月3日 - 2007年1月14日）

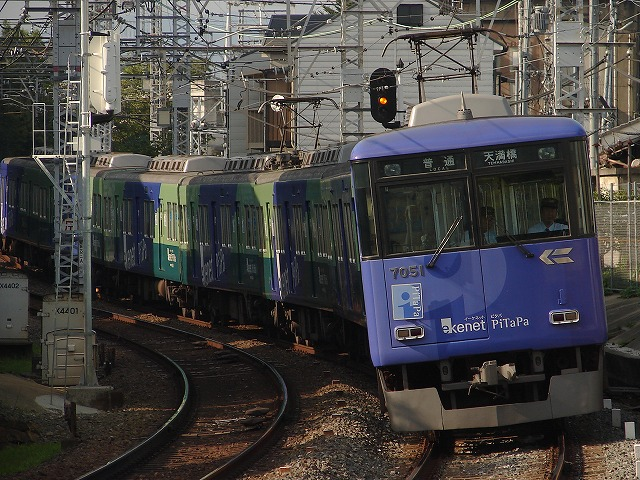
「e-kenet PiTaPa」ラッピング （鳥羽街道駅）
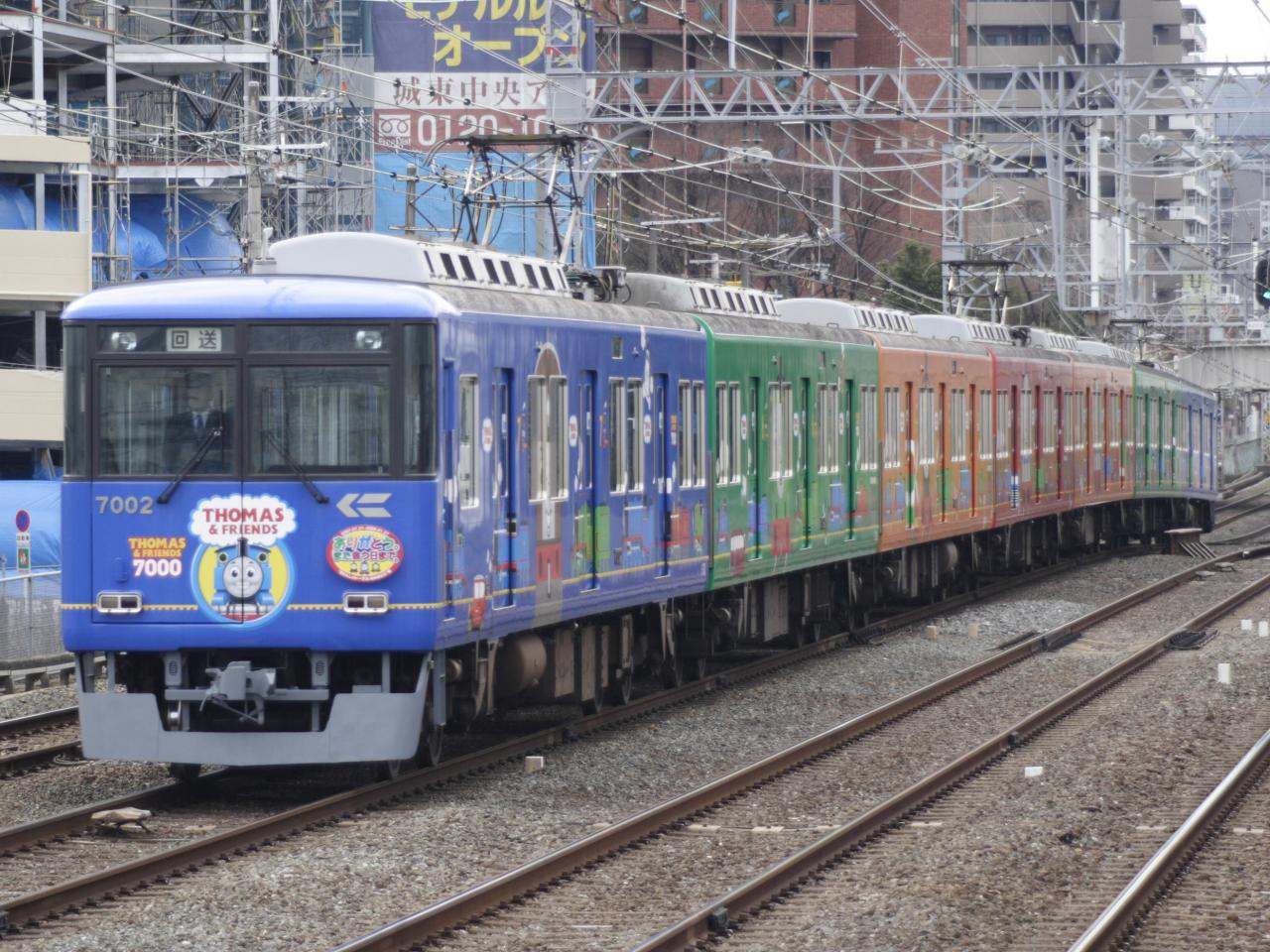
「きかんしゃトーマス」ラッピング （2008年1月27日 野江駅）

## 編成表
2025年（令和7年）4月1日現在
| ← 出町柳淀屋橋・中之島 → | ← 出町柳淀屋橋・中之島 → | ← 出町柳淀屋橋・中之島 → | ← 出町柳淀屋橋・中之島 → | ← 出町柳淀屋橋・中之島 → | ← 出町柳淀屋橋・中之島 → | ← 出町柳淀屋橋・中之島 → | ← 出町柳淀屋橋・中之島 → | ← 出町柳淀屋橋・中之島 → | ← 出町柳淀屋橋・中之島 → | ← 出町柳淀屋橋・中之島 →               |
| ------------------------ | ------------------------ | ------------------------ | ------------------------ | ------------------------ | ------------------------ | ------------------------ | ------------------------ | ------------------------ | ------------------------ | -------------------------------------- |
| 形式                     | ◇ 7000 （Mc1）           | 7500 （T1）              | 7600 （T4）              | ◇ 7150 （M1）            | 7650 （T3）              | 7550 （T2）              | ◇ 7050 （Mc2）           | 新塗装化                 | リニューアル工事         | 備考                                   |
| 搭載機器                 | VVVF CP                  | SIV                      | CP                       | VVVF                     | SIV                      |                          | VVVF CP                  | 新塗装化                 | リニューアル工事         | 備考                                   |
| 車両番号                 | 7001                     | 7501                     | 7601                     | 7151                     | 7651                     | 7551                     | 7051                     | 2010/10/06               |                          |                                        |
| 車両番号                 | 7002                     | 7502                     | 7602                     | 7152                     | 7652                     | 7552                     | 7052                     | 2009/02/23               | 2023/12/20               |                                        |
| 車両番号                 | 7003                     | 7503                     | 7603                     | 7153                     | 7653                     | 7553                     | 7053                     | 2012/02/18               | 2024/10/01               |                                        |
| 形式                     | ◇ 7000 （Mc3）           | 7500 （T5）              | ◇ 7100 （M4）            | 7600 （T4'）             | 7550 （T2'）             | 7650 （T1'）             | ◇ 7050 （Mc2'）          | 新塗装化                 | リニューアル工事         | 備考                                   |
| 搭載機器                 | VVVF CP                  |                          | VVVF SIV                 | CP                       |                          | SIV                      | VVVF CP                  | 新塗装化                 | リニューアル工事         | 備考                                   |
| 車両番号 （旧車番）      | 7004 （6014）            | 7504 （6614）            | 7104 （6114）            | 7604                     | 7554                     | 7654                     | 7054                     | 2011/09/20               |                          | 京都方3両は元6000系 （1989/02/01竣工） |

凡例
- VVVF：制御装置
- SIV：補助電源
- CP：空気圧縮機
- ◇：集電装置